# Aragvistavi
Aragvistavi (georgiska: არაგვისთავი) är ett vattendrag i Georgien. Det ligger i den nordöstra delen av landet, 90 km norr om huvudstaden Tbilisi.